# Scopesthésie

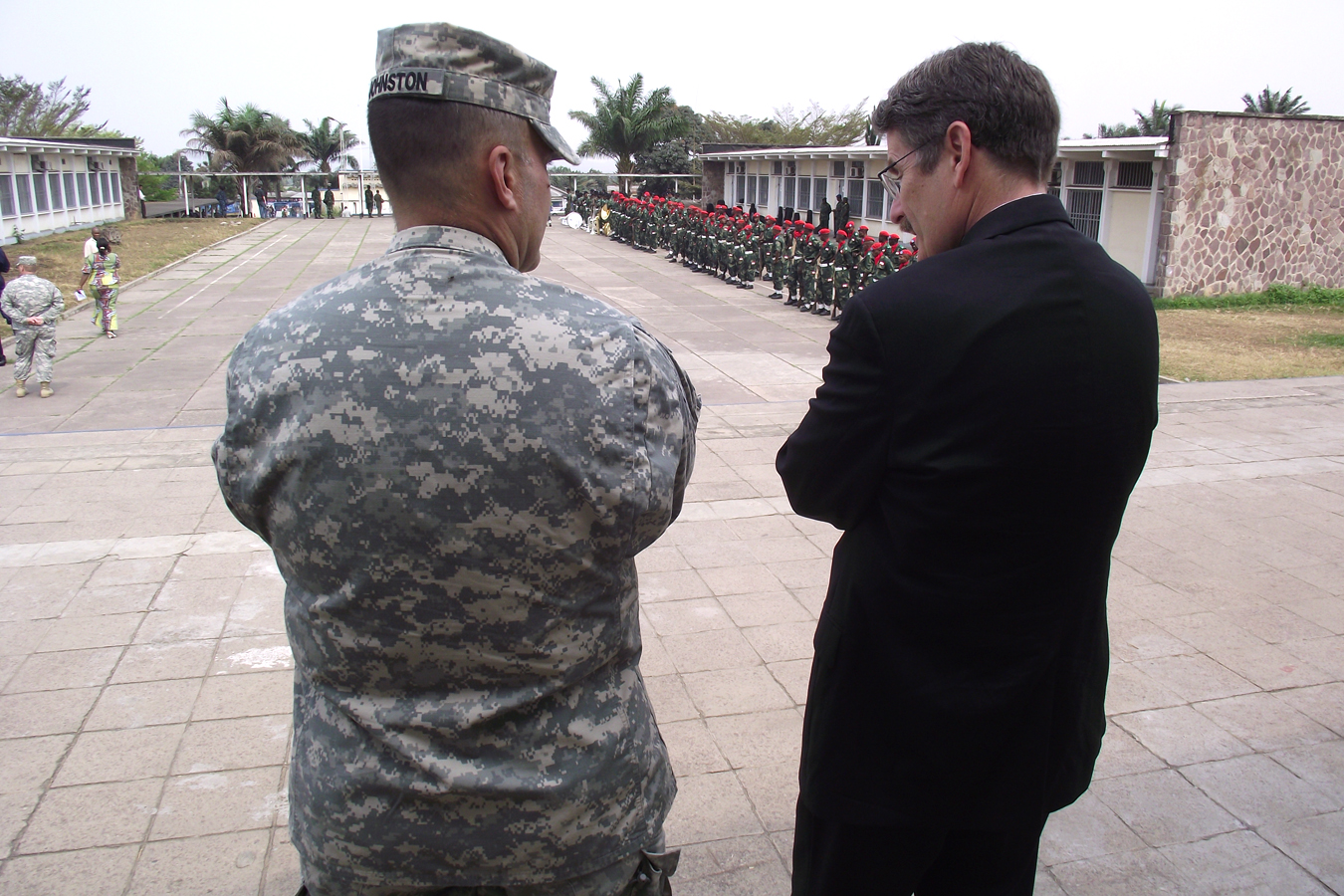
La scopesthésie est la sensation d'être observé par quelqu'un

La scopesthésie ou effet de regard psychique est un phénomène supposé dans lequel les humains détectent par des moyens extrasensoriels qu'ils sont observés. L'idée est explorée pour la première fois en 1898 par le psychologue Edward B. Titchener, après que des étudiants de ses classes de première année ont déclaré pouvoir "sentir" quand quelqu'un les regardait, même s'ils ne pouvaient pas voir cette personne. Titchener a effectué une série d'expériences en laboratoire qui ont toutes abouti à des résultats négatifs. L'effet a fait l'objet d'une attention contemporaine de la part des parapsychologues et des chercheurs marginaux à partir des années 1980, notamment Rupert Sheldrake,,,.
Le sentiment est commun, rapporté par plus des deux tiers des étudiants interrogés dans une étude de 1913.

## Origine
Le psychologue Edward B. Titchener rapporte en 1898 que certains élèves de ses classes de première année croient qu'ils peuvent "sentir" quand ils sont regardés par derrière, et une plus petite proportion croit qu'en regardant la nuque d'une personne, ils peuvent la forcer à se retourner. Les deux phénomènes se produiraient dans des lieux tels que les salles de classe et les lieux publics. Ses étudiants décrivent la sensation comme « un état de picotement désagréable, qui s'accumule en volume et en intensité jusqu'à ce qu'un mouvement qui le soulagera devienne inévitable ».
Titchener rejette l'explication télépathique. Il suggère plutôt que lorsqu'un sujet a l'impression d'être observé et se retourne pour vérifier, une deuxième personne qui a déjà le sujet dans son champ de vision pourrait remarquer que le sujet commence à tourner la tête et tourner son regard vers le sujet. Du point de vue du sujet, il a tourné la tête et peut maintenant voir une personne qui le regarde directement, d'où il peut supposer à tort que la personne le regardait depuis le début,. Titchener attribue l'effet de « picotement » au sujet concentrant son attention sur son propre cou et à la pensée que quelqu'un pourrait le regarder, observant qu'une personne concentrant son attention sur son propre genou ou son pied rendra cette partie du corps plus sensible. Il a mené des expériences de laboratoire avec des personnes qui prétendaient pouvoir sentir le regard des autres et celles qui prétendaient être capables de « faire se retourner les gens », constatant dans les deux cas que les résultats étaient « invariablement » négatifs.

## Études ultérieures
Dans une étude réalisée en 1913, John E. Coover demande à dix sujets d'indiquer s'ils peuvent ou non sentir le regard d'un expérimentateur sur une période de 100 fixations possibles. Les réponses des sujets sont correctes dans 50,2 % des cas, un résultat que Coover qualifie "d'approximation étonnante" du pur hasard. Coover conclut que bien que le sentiment d'être regardé soit courant, l'expérimentation montre qu'il était « sans fondement ». Il suggère que la sensation de « picotement » décrite par Titchener est un exemple d'automatisme moteur,.
Une expérience de 1983 utilisant des caméras de télévision en circuit fermé pour regarder les sujets rapporte un taux de réussite de 74%, bien que des recherches ultérieures suggèrent que le caractère aléatoire des séquences n'ait pas été contrôlé. Une tentative de recréer cette étude en 2009 utilise des caméras en circuit fermé et un système de surveillance de la conductance cutanée pour détecter une réaction des sujets, et demande aux observateurs de jouer à des jeux informatiques exigeant de l'attention lorsqu'ils ne fixent pas les sujets, afin de supprimer tout effet de la pensée de l'observateur lorsqu'il ne les regarde pas. Les sujets doivent indiquer chaque fois qu'ils se sentent observés. L'expérience "échoue à démontrer clairement un effet".
Dans les années 2000, le parapsychologue Rupert Sheldrake mène plusieurs expériences sur la scopesthésie, et rapporte que les sujets présentent un faible sentiment d'être regardé, mais aucun sentiment de ne pas être regardé,. Sheldrake résume son cas dans le Journal of Consciousness Studies, affirmant qu'il trouve un taux de réussite de 53,1%, avec deux sujets "qui ont presque toujours raison, obtenant des résultats bien supérieurs à ceux du hasard". Les expériences de Sheldrake sont critiquées pour avoir utilisé des séquences avec "relativement peu de longues séries et beaucoup d'alternances" au lieu de modèles véritablement aléatoires, qui auraient reflété les modèles naturels que les personnes qui devinent et jouent ont tendance à suivre et auraient peut-être permis aux sujets d'apprendre les modèles implicitement,. En 2005, Michael Shermer se dit préoccupé par le biais de confirmation et le biais de l'expérimentateur dans les tests, et a conclu que l'affirmation de Sheldrake était non réfutable.
En 2004, après qu'un autre test de conductance cutanée ait donné un résultat négatif, Lobach & Bierman concluent que "le paradigme du regard n'est pas le paradigme facilement reproductible qu'on prétend qu'il est".

## Détection du regard
Diverses études ont exploré la fiabilité avec laquelle les humains peuvent détecter visuellement les regards d'autres individus. L'imagerie cérébrale a montré que les cellules du cerveau qui sont activées lorsqu'une personne testée voit qu'elle est dévisagée sont différentes des cellules activées lorsque les yeux de l'observateur sont détournés de quelques degrés seulement[réf. nécessaire]. On suppose que la capacité à détecter précisément la cible du regard d'un observateur a conféré un avantage évolutif en améliorant les capacités de détection des menaces, ainsi qu'en facilitant la communication non verbale. Comparés aux yeux d'autres animaux, la sclère et l'iris de l'œil humain, visibles et bien définis, sont une preuve supplémentaire de leur importance évolutive pour l'espèce. On pense qu'ils se sont développés à mesure que l'homme devenait plus dépendant d'une communication complexe pour sa survie et son succès reproductif.
Ces processus mentaux se produisent inconsciemment et utilisent les informations de la vision périphérique ; cela peut contribuer à la sensation qu'un « sixième sens » alerte la personne regardée.